# Eagle Mountain, Utah
Eagle Mountain är en ort i Utah County i delstaten Utah, USA.